# Ipercubo informativo
L'ipercubo informativo è una raccolta di dati di cui si conoscono più (o meno) di tre dimensioni di analisi. Ogni componente di un dato è rappresentata su una dimensione spaziale dell'ipercubo.
Il cubo permette di rappresentare intuitivamente la dipendenza di un fatto da 3 dimensioni: dunque l'ipercubo è una generalizzazione del cubo su n dimensioni, con 1 <= n < ∞.
Per semplicità, si usa fare riferimento al "cubo" indipendentemente dal numero di dimensioni.
Una rappresentazione di una tabella a doppia entrata è associata ad un ipercubo informativo bidimensionale.

## Esempio
Inizialmente può essere descritto uno spazio informativo a tre dimensioni e perciò con tre assi.
Al suo interno si voglia rappresentare lo spazio delle vendite di un'attività per:
- Ambito Regionale (prima dimensione informativa);
- Settore Merceologico (seconda dimensione informativa);
- Ambito Temporale (terza dimensione informativa).

Ogni punto dello spazio così costituito rappresenta una misura delle Vendite per le dimensioni informative considerate (a Roma 1 camicia è stata venduta a maggio).
Analogamente ogni cella del cubo rappresenta il valore assunto all'intersezione delle occorrenze delle dimensioni scelte, ed in questo senso esso può essere visto come l'oggetto di un'analisi statistica di tipo multivariato.
Aggiungendo una nuova dimensione di analisi, ad esempio il Punto Vendita, si otterrebbe uno spazio 4-dimensionale e analogamente un ipercubo a 4 dimensioni (a Roma 1513 camicie di colore rosa sono state vendute a maggio nel Punto Vendita di Via del Corso).